# Pichu Pichu
Pichu Pichu hoặc Picchu Picchu là một ngọn núi lửa không còn hoạt động và đã bị xói mòn ở Andes của Peru. Nó nằm ở vùng Arequipa, tỉnh Arequipa, nằm trên biên giới các huyện Pocsi và Tarucani. Pichu Pichu đạt đến chiều cao 5.664 mét (18.583 ft) và là một phần của Khu bảo tồn quốc gia Salinas và Aguada Blanca.

## Tên gọi
Tên gọi có thể bắt nguồn từ tiếng Quechua; có nghĩa là núi hoặc nơi nhô lên với một chân đế rộng kết thúc bằng những đỉnh nhọn.

## Địa điểm
Pichu Pichu, cùng với Nevado Chachani và El Misti, giáp với thành phố Arequipa hướng về phía đông bắc. Những ngọn núi lửa này nằm ở phía tây nam của Cordillera Occidental chính trong khu vực.:896

## Mô tả
Pichu Pichu là một dãy núi dài 10 km (6,2 dặm), nằm rải rác ở phía tây. Núi lửa có đặc trưng với bốn miệng núi lửa bị xói mòn mạnh khác nhau.
Pichu Pichu là một ngọn núi lửa không còn hoạt động. Nó đã từng là núi lửa hoạt động 6,7 triệu năm trước, cho kết quả của theo kế quả định tuổi K-Ar. Hình dạng vòm của nó là kết quả của sự sụp đổ của một khu vực lớn cách đây một triệu năm, tạo thành "vụ lở đất núi lửa Arequipa". Pichu Pichu đã bị đóng băng trong quá khứ, và sự đóng băng này đã để lại những dấu tích đáng ghi nhận trên các ngọn núi bao gồm các đài vòng, các vùng lõm băng, các thung lũng treo và các băng tích.:914 Những băng tích này hiện diện ở độ cao 4.500 mét (14.800 ft) và các đồng bằng rửa trôi sông băng nằm bên dưới chúng. Việc sụp đổ sườn phía tây của núi lửa cũng được coi là kết quả của sự xói mòn băng. Một loạt các ngọn đồi ở chân Pichu Pichu có thể là kết quả của quá trình bào mòn các băng tích hoặc các băng tích riêng liên kết với ngọn núi lửa.:910
Khí hậu của khu vực tương đối khô, với lượng mưa giảm nhất trong những tháng hè. [:896 Các con sông Poroto và Polobaya bắt nguồn từ chân Pichu Pichu và là các chi lưu của Rio Chili. Hồ chứa Yanaorco-Paltaorco cũng sẽ hút nước từ núi.
Từ độ cao 3.000-3.700 m (10.000-12.000 ft), thảm thực vật cây bụi xuất hiện trên Pichu Pichu và các núi lửa lân cận, trong khi ở trên một dòng suối, một loài Nototriches được tìm thấy.
Ngọn núi có dân định cư từ thời cổ đại trong vùng coi là thiêng liêng. Pichu Pichu có thể nhìn thấy từ khu vực Wari tại Cerro Baúl và một số tòa nhà tại địa điểm đó được xây dựng theo cách như để chỉ đến Pichu Pichu. Có các bậc thang được xây ở sườn dốc của Cerro Baúl. Các cấu trúc bằng đá cũng được tìm thấy trên chính Pichu Pichu, bao gồm một cầu thang cao vượt qua một độ cao dốc.Hiến sinh bằng con người, cái gọi là các capapocha, được thực hiện trên Pichu Pichu. Các xác ướp được tìm thấy trên núi vào năm 1964 cùng với các phát hiện khảo cổ học khác nhau, nhưng những phát hiện không được xuất bản vì lo ngại tránh để thu hút những người graverobbers. Một cơ thể bổ sung đã được tìm thấy vào năm 1996. Nhìn chung, có ba xác ướp được tìm thấy trên Pichu Pichu. Họ có thể là một nam một nữ, tất cả 15 tuổi.